# 대한민국의 아이돌 그룹 목록 (1990년대)
다음은 1990년대에 데뷔한 대한민국의 아이돌 그룹 목록이다. 

## 목록
- 서태지와 아이들
- 전람회
- 토이
- 더클래식
- 좌회전
- 투투
- 마로니에
- 베이시스
- 스페이스 에이
- 디제이디오씨
- 한스밴드
- 듀스
- 솔리드
- 패닉
- 미스터투
- 육각수
- 클론
- 영턱스클럽
- 유피
- 자자
- 벅
- 잉크
- 어스
- 업타운
- 타샤니
- 비비
- 모노
- 잼
- 에스오에스
- 듀스
- 노이즈
- 룰라
- 쿨
- 터보
- 알이에프
- 에이치오티
- 언타이틀
- 하모하모
- 아이돌
- 구피
- 태사자
- 엔알지
- 오피피에이
- 젝스키스
- 쎄쎄쎄
- 베이비복스
- 에스이에스
- 유비스
- Uno
- 원타임
- 신화
- 이글 파이브
- 대니
- 레드
- 오피피에이 공공칠
- 써클
- 핑클
- 코요태
- 플라이 투 더 스카이
- 클릭비
- 와이투케이
- god
- 문차일드
- 씨유
- 클레오
- 티티마
- 오투포